# Makedonska dialekter
De olika dialekterna av makedonskan omfattar slaviska dialekter i Nordmakedonien tillsammans med några varianter som talas i den större geografiska regionen Makedonien.
De existerar som en del av det dialektkontinuum av sydslaviska språk som ansluter sig till det makedonska språket med det sydöstslaviska språket bulgariskan i öster och serbiskan i norr. Som sådan är avgränsningen mellan språken, särskilt med bulgariska, flyktig och kontroversiellt.
Makedonska författare tenderar att behandla alla dialekter som talas i den geografiska regionen Makedonien som makedonska, inklusive de som talas i västra delen av Bulgarien i Pirinmakedonien, medan flera bulgariska författare betraktar alla makedonska dialekter som en del av det bulgariska språket. Ofta undviks de dialekter i Grekland som talas av den lokala slavofona minoriteten efter 1930  att identifieras som makedonska eller bulgariska. Istället benämns dessa dialekter helt enkelt som "slaviska" och dopii ("lokala") , stariski ("gamla") eller našinski ("vårt") -språk.
De makedonska dialekterna gränsar med de nygrekiska dialekterna mot söder och med de albanska dialekterna mot väster, gegiska åt nordväst och toskiska i sydväst.

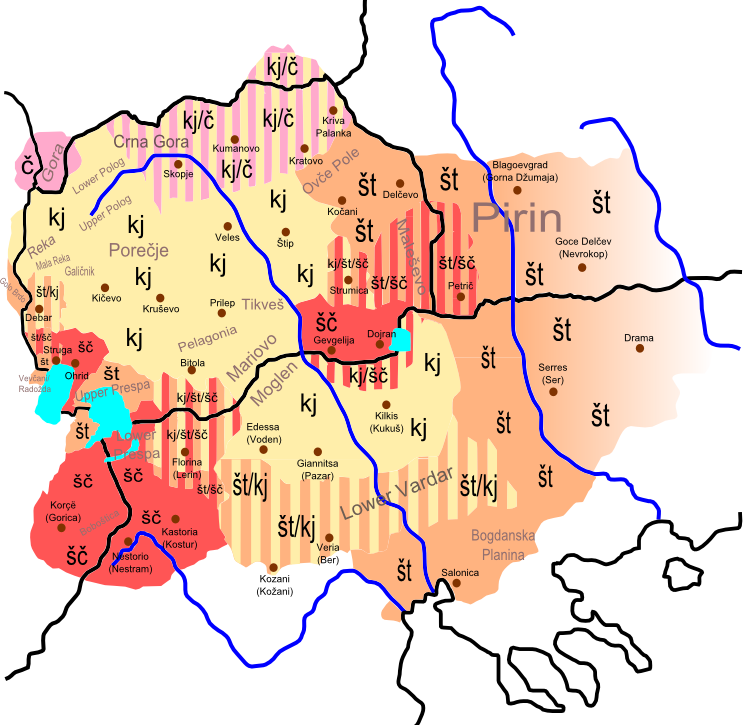
Utbredning av fonemet kj (Ќ) i makedonskan

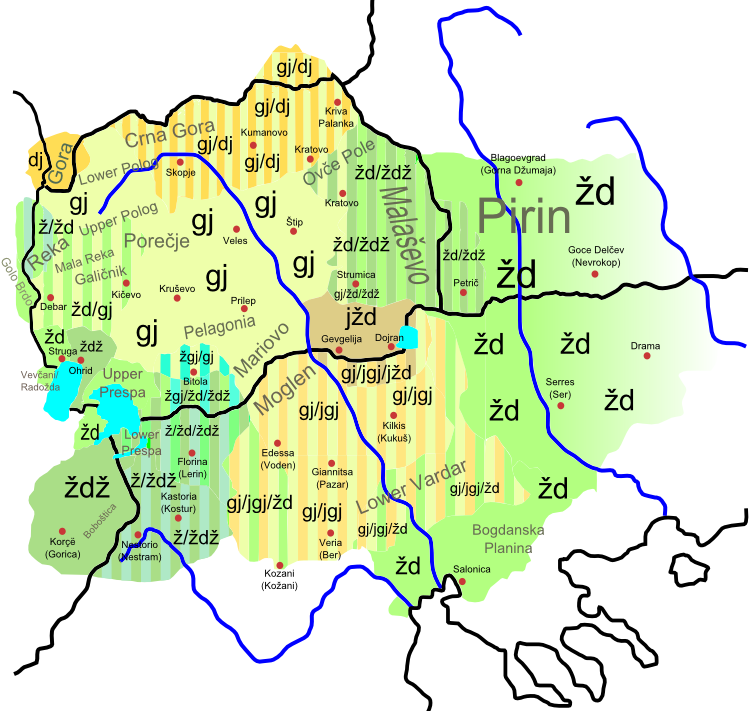
Utbredning av fonemet gj (Ѓ) i makedonskan